# Montévrain
Montévrain est une commune située dans le département de Seine-et-Marne en région Île-de-France.

## Géographie

### Localisation
La commune est située au début du plateau de la Brie, à 4 kilomètres à l’est de Lagny-sur-Marne et à environ 37 kilomètres du centre de Paris.
Elle est limitrophe du parc à thèmes Disneyland Paris.

### Communes limitrophes
|                    | Dampmart   |        |
| Lagny-sur-Marne    | Montévrain | Chessy |
| Chanteloup-en-Brie | Jossigny   | Serris |

### Hydrographie

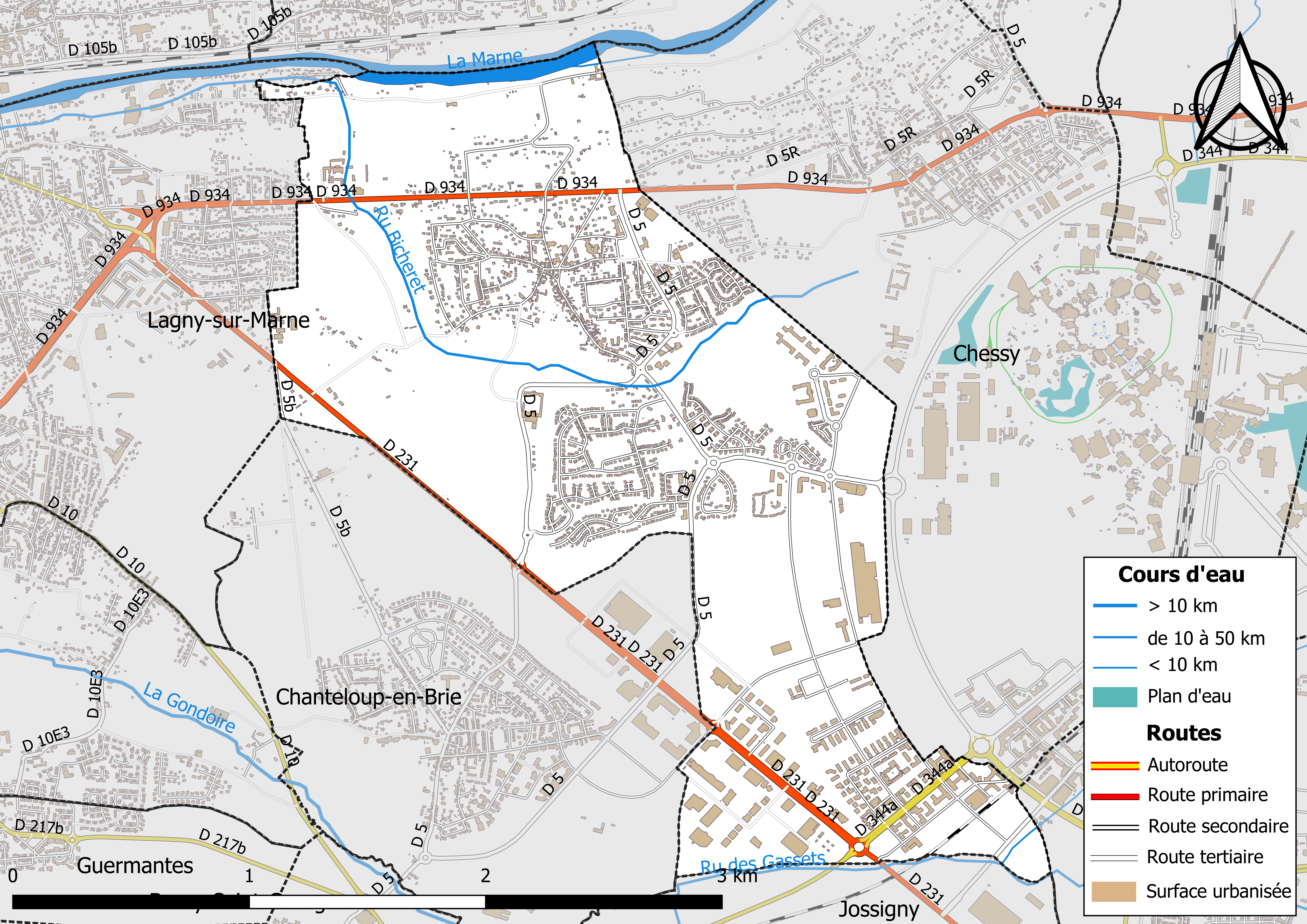
Carte des réseaux hydrographique et routier de Montévrain.

Le réseau hydrographique de la commune se compose de cinq cours d'eau référencés :
- la rivière la Marne, longue de 514 km[1], principal affluent de la Seine, qui borde la commune au nord, ainsi que :
  - un bras de 0,5 km[2] ;
  - le ru Bicheret, long de 5,3 km[3], affluent de la Marne ;
- le ru des Gassets, 5,01 km[4], affluent de la Gondoire ;
- le ru des Longuiolles, 2,1 km[5], qui conflue avec le ru des Gassets.

La longueur totale des cours d'eau sur la commune est de 4,81 km.

### Climat
Pour des articles plus généraux, voir Climat de l'Île-de-France et Climat de Seine-et-Marne.
En 2010, le climat de la commune est de type climat océanique dégradé des plaines du Centre et du Nord, selon une étude du CNRS s'appuyant sur une série de données couvrant la période 1971-2000. En 2020, Météo-France publie une typologie des climats de la France métropolitaine dans laquelle la commune est exposée à un climat océanique altéré et est dans la région climatique Nord-est du bassin Parisien, caractérisée par un ensoleillement médiocre, une pluviométrie moyenne régulièrement répartie au cours de l’année et un hiver froid (3 °C).
Pour la période 1971-2000, la température annuelle moyenne est de 10,8 °C, avec une amplitude thermique annuelle de 14,9 °C. Le cumul annuel moyen de précipitations est de 726 mm, avec 11 jours de précipitations en janvier et 7,8 jours en juillet. Pour la période 1991-2020, la température moyenne annuelle observée sur la station météorologique la plus proche, située sur la commune de Torcy à 7 km à vol d'oiseau, est de 12,1 °C et le cumul annuel moyen de précipitations est de 716,4 mm,. Pour l'avenir, les paramètres climatiques de la commune estimés pour 2050 selon différents scénarios d'émission de gaz à effet de serre sont consultables sur un site dédié publié par Météo-France en novembre 2022.

### Milieux naturels et biodiversité
Aucun espace naturel présentant un intérêt patrimonial n'est recensé sur la commune dans l'inventaire national du patrimoine naturel,,.

## Urbanisme

### Typologie
Au 1er janvier 2024, Montévrain est catégorisée grand centre urbain, selon la nouvelle grille communale de densité à sept niveaux définie par l'Insee en 2022.
Elle appartient à l'unité urbaine de Paris, une agglomération inter-départementale regroupant 407  communes, dont elle est une commune de la banlieue,,. Par ailleurs la commune fait partie de l'aire d'attraction de Paris, dont elle est une commune du pôle principal,. Cette aire regroupe 1 929 communes,.

### Projets d'aménagement
La commune de Montévrain est intégrée dans le périmètre d'aménagement de la ville nouvelle de Marne-la-Vallée dans le secteur 3, le Val de Bussy, dont l'aménageur est Epamarne. Un projet d'écoquartier est en cours,. La convention écoquartier a été signée entre la commune de Montévrain et l'aménageur d'état le 3 mars 2009 et la charte de développement durable en octobre 2011. La municipalité s'est vue remettre des mains de Mme Sylvia Pinel le 18 décembre 2014, le diplôme "engagé dans la labellisation" concernant ce projet.
l'écoquartier des Roseaux est composé en quatre secteurs d'aménagement :
- La ZAC Montévrain Val d'Europe,
- La ZAC Montévrain Université,
- La ZAC de la charbonnière,
- La ZAC du Clos rose.

### Lieux-dits et écarts
La commune compte 32 lieux-dits administratifs répertoriés consultables ici.

### Occupation des sols
L'occupation des sols de la commune, telle qu'elle ressort de la base de données européenne d’occupation biophysique des sols Corine Land Cover (CLC), est marquée par l'importance des territoires artificialisés (60,3 % en 2018), en augmentation par rapport à 1990 (19,7 %). La répartition détaillée en 2018 est la suivante : 
zones urbanisées (41,1% ), terres arables (24,7% ), zones industrielles ou commerciales et réseaux de communication (17,1% ), zones agricoles hétérogènes (8,8% ), forêts (6,1% ), espaces verts artificialisés, non agricoles (2,1 %).
Parallèlement, L'Institut Paris Région, agence d'urbanisme de la région Île-de-France, a mis en place un inventaire numérique de l'occupation du sol de l'Île-de-France, dénommé le MOS (Mode d'occupation du sol), actualisé régulièrement depuis sa première édition en 1982. Réalisé à partir de photos aériennes, le Mos distingue les espaces naturels, agricoles et forestiers mais aussi les espaces urbains (habitat, infrastructures, équipements, activités économiques, etc.) selon une classification pouvant aller jusqu'à 81 postes, différente de celle de Corine Land Cover,,. L'Institut met également à disposition des outils permettant de visualiser par photo aérienne l'évolution de l'occupation des sols de la commune entre 1949 et 2018.

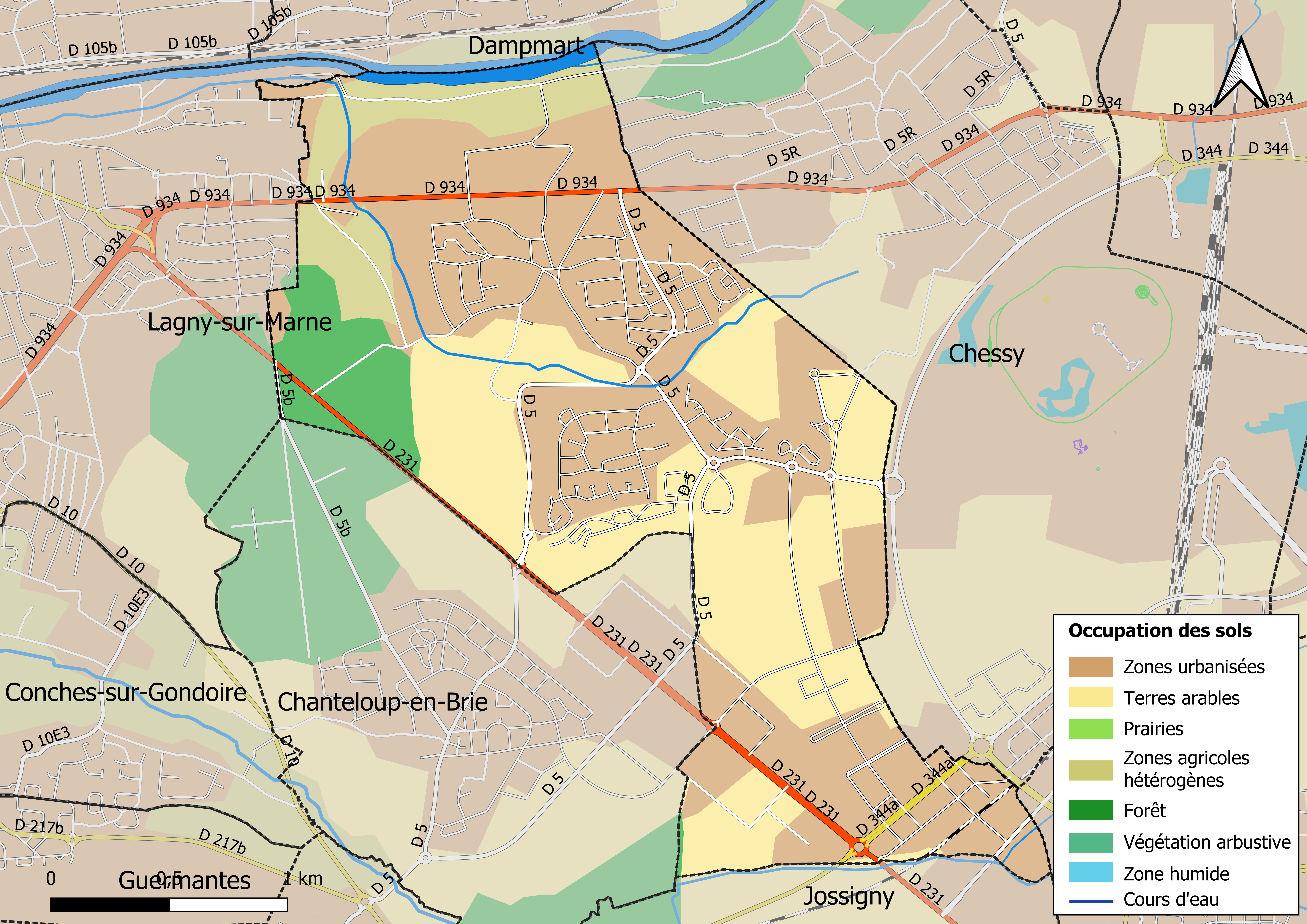
Carte des infrastructures et de l'occupation des sols en 2018 (CLC) de la commune.
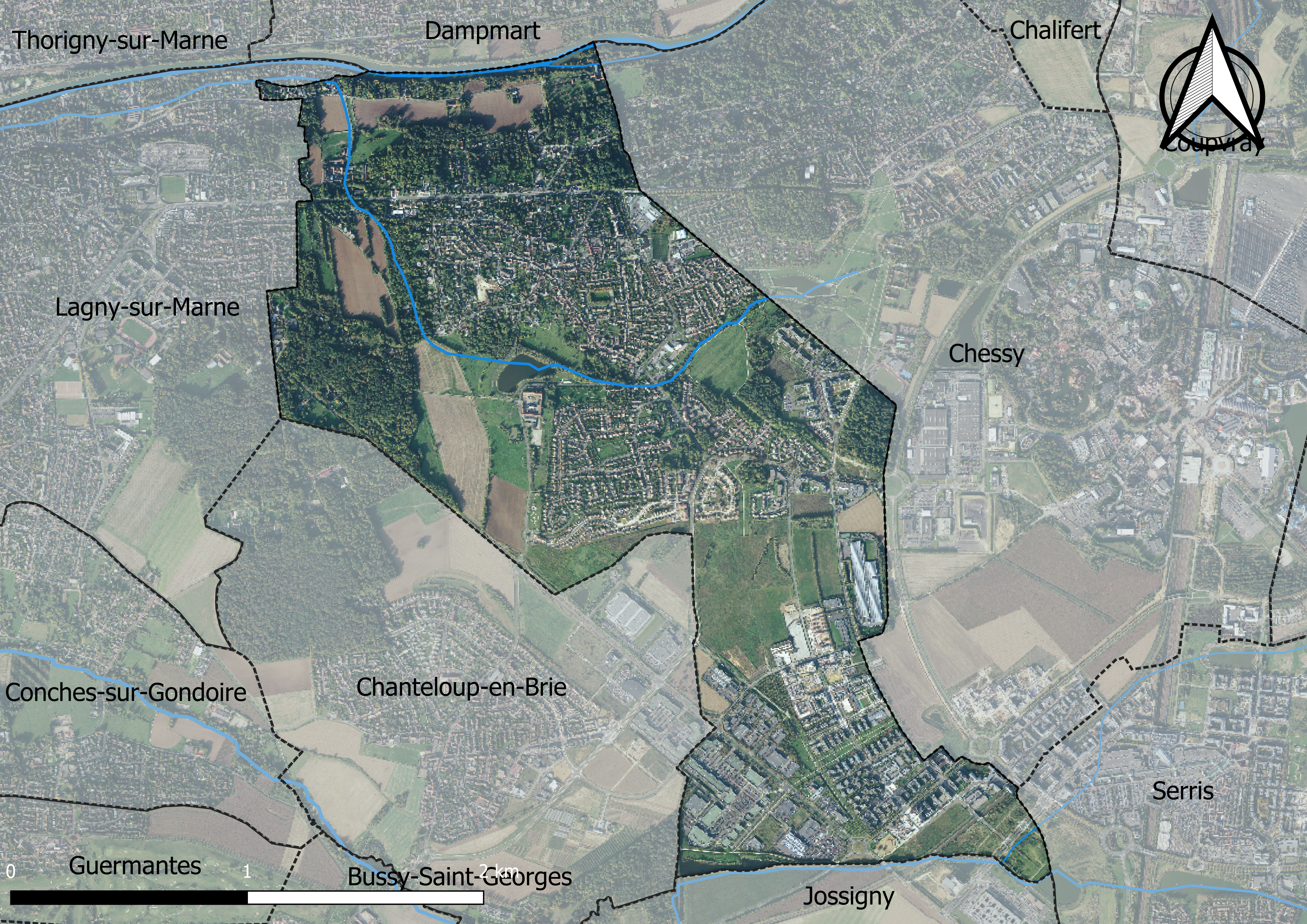
Carte orhophotogrammétrique de la commune.

### Planification
La loi SRU du 13 décembre 2000 a incité les communes à se regrouper au sein d’un établissement public, pour déterminer les partis d’aménagement de l’espace au sein d’un SCoT, un document d’orientation stratégique des politiques publiques à une grande échelle et à un horizon de 20 ans et s'imposant aux documents d'urbanisme locaux, les PLU (Plan local d'urbanisme). La commune est dans le territoire du SCOT Marne, Brosse et Condoire, approuvé en février 2013 et dont la révision a été lancée en 2017 par la Communauté d'Agglomération de Marne et Gondoire.
La commune disposait en 2019 d'un plan local d'urbanisme en révision. Le zonage réglementaire et le règlement associé peuvent être consultés sur le Géoportail de l'urbanisme.

### Logement
En 2016, le nombre total de logements dans la commune était de 5292, dont 27,6 % de maisons et 68,4 % d'appartements.
Parmi ces logements, 92,4 % étaient des résidences principales, 2,5 % des résidences secondaires et 5,1 % des logements vacants.
La part des ménages fiscaux propriétaires de leur résidence principale s'élevait à 46,8 % contre 51,3 % de locataires, dont 9,9 % de logements HLM loués vides (logements sociaux) et 1,9 % logés gratuitement.

### Voies de communication et transports
La commune est desservie par le réseau express régional dans le quartier des Roseaux (écoquartier) et plusieurs lignes de bus. Elle est aussi à proximité de la gare TGV de Chessy.

#### RER A
Depuis 1992, la commune est traversée par la ligne A du RER à l'occasion de son prolongement de Torcy à Marne-la-Vallée — Chessy, afin de desservir les Parcs Disneyland. Mais c'est depuis le 10 juin 2001 seulement qu'elle est accessible par la gare de Serris-Montévrain — Val d'Europe.
La gare de Serris-Montévrain — Val d'Europe est reliée à : 
- la gare TGV de Marne-la-Vallée — Chessy en 2 minutes ;
- Torcy en 8 minutes ;
- Val de Fontenay en 26 minutes ;
- Nation en 33 minutes ;
- Gare de Lyon en 36 minutes ;
- Châtelet - Les Halles en 39 minutes ;
- Auber en 42 minutes ;
- Charles de Gaulle - Étoile en 45 minutes ;
- La Défense en 49 minutes.

#### Autobus
Montévrain est aussi desservie par le réseau de bus de Marne-la-Vallée : les lignes 02, 22, 23, 42 et 43. La ligne 02 dessert le quartier alentour à la gare de Serris-Montévrain pour finir à la gare de Lagny-Thorigny, en passant par Chanteloup-en-Brie, Conches-sur-Gondoire et Lagny-sur-Marne. La ligne 23 relie de la gare de Lagny-Thorigny à celle de Marne-la-Vallée — Chessy et la ligne 43 dessert les pôles multimodaux de Marne-la-Vallée — Chessy et de Serris-Montévrain — Val d'Europe, en passant par Chessy et Montévrain. Ces deux lignes possèdent des lignes secondaires destinées aux élèves. Celle du 23 dessert le lycée Von Dongen et celle du 43 dessert le collège « Le vieux Chêne ». Les lignes 22 et 42 desservent le centre de Radiologie et le Clos du Chêne. Les lignes ont, respectivement, un terminus à Ferrières/Bussy RER et gare de Lagny-Thorigny.

#### TGV
Depuis 1994, Montévrain est relié au réseau TGV à la gare de Marne-la-Vallée - Chessy, permettant d'accéder à d'autres villes en France et en Europe du Nord, avec comme exemple de principales dessertes Bruxelles, Bordeaux, Marseille, Nice, Lyon, Rennes et Lille. Le TGV relie aussi l'aéroport Charles-de-Gaulle, depuis Marne-la-Vallée — Chessy en 11 minutes. L'accès à la TGV de Chessy s'effectue par le RER à la gare de Serris-Montévrain — Val d'Europe.

#### Projet de transport en site propre
La commune de Montévrain est concernée par le passage d'une ligne de transport en commun en site propre qui pourrait relier les pôles multimodaux de Lagny - Thorigny et Serris-Montévrain — Val d'Europe.

## Toponymie

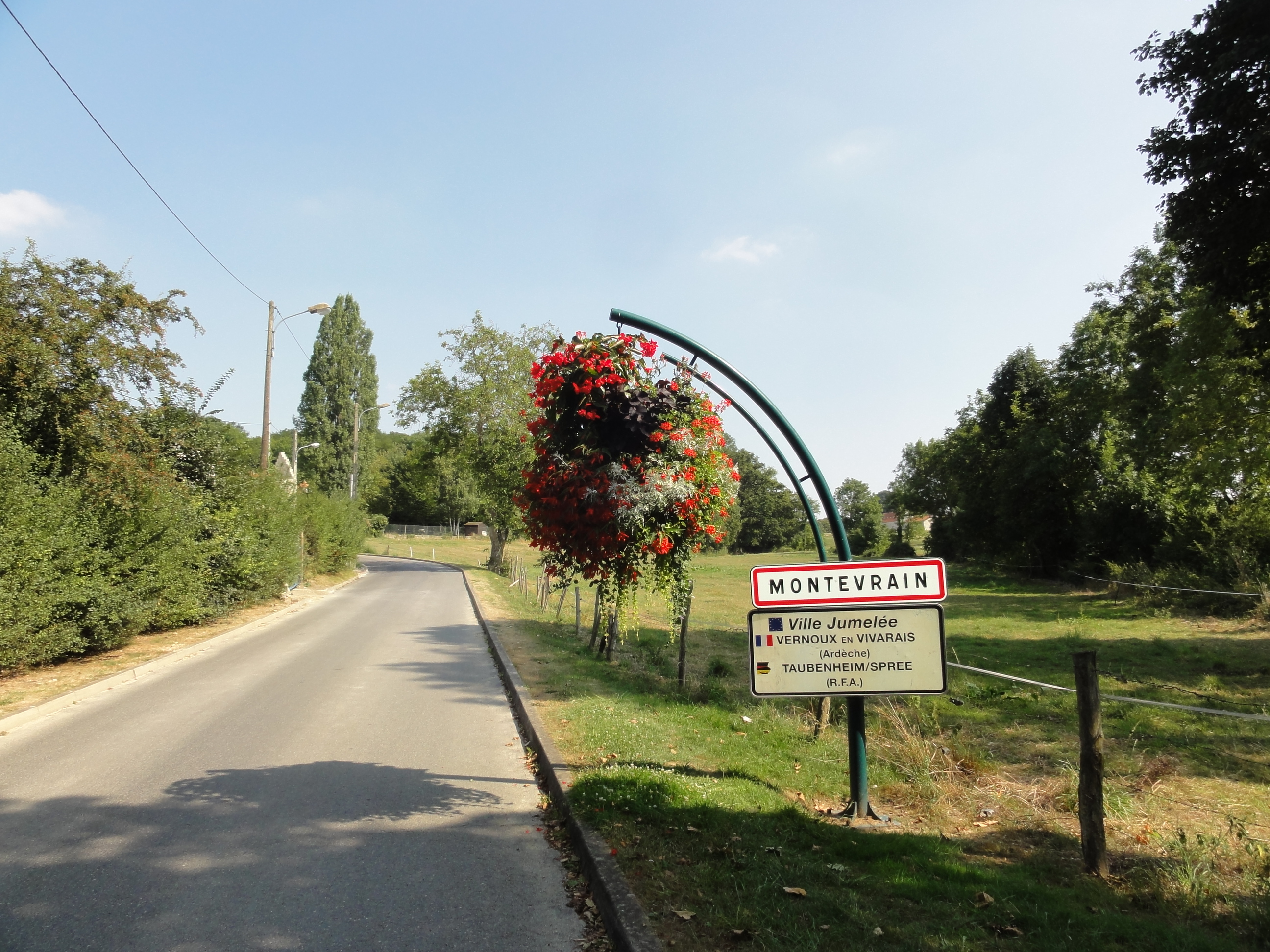
Panneau d'entrée.

- Formes anciennes :  Altare de Monte Erini in honore sancti Remigii en 1036, Mons Euvrini, Territorium Montis Evran et Villa Montis Evrygny en 1179, Mons Evran en 1180, Apud Montem Ebroinum en 1234, Montevrain en 1236, Mons Ebran vers 1266, Ecclésia de Monte Abrem et Monteverin, Montevrem au XIIIe siècle, Mons Evrini en 1336, Mons Evranus au XVe siècle, Montevrain en Brie en 1763[31].

Montévrain vient du Mont Evrins, nom d'une colline présente dans le village.

## Histoire

### Préhistoire
La préhistoire, pour le Néolithique, est marquée par la présence de quelques outils et éclats de silex recueillis le long de la route de Provins. Les travaux réalisés par l'INRAP sur chaque secteur de Montévrain, ont permis de fixer dans le temps des bassins de population, notamment le long de la route de Provins ainsi que le long de l'antique voie romaine no 100.

### Moyen Âge
Montévrain, en latin Mons Evrini, vient du nom d'un propriétaire des lieux. S'agit-il d'Évrin († 21 juin 1077), prêtre qui fit don du territoire de l'actuelle commune à l'abbaye de Lagny où il est enterré ?
En l'église de Lagny, reste cette épitaphe : « Vous qui passez ici, si vous voulez méditer une chose, ce retard ne sera pas pour vous une perte de temps. Ici repose un prêtre prudent, pacifiste et chaste, qui donna des vêtements à ceux qui en manquaient, des consolations aux affligés […]. Le terme de sa vie est ici, si un autre prétendait dépasser le terme que avez assigné, ô mon Dieu, ce serait en vain, nul ne peut aller au-delà. Le jour fatal fut le 11 des calendes de juillet de l'année de l'incarnation du Seigneur 1077. »
Le nom de Montévrain est mentionné pour la première fois en 1036, dans un texte évoquant le don à l'abbaye de Lagny par Humbert de Vergy, d'un autel ou d'une église dédiés à saint Rémi, évêque de Paris.
En 1477, noble homme Jean d'Argny et son épouse, Maurice de Sasseville, auraient fondé un hôtel-Dieu sur la paroisse, mais, compte tenu des faibles moyens dont ils disposaient, cette institution ne dura pas longtemps.

### Période moderne
En 1544, un des seigneurs de Montévrain, assistant, avec le comte de Lorges, à la prise de Lagny, fut décapité pour avoir pillé des reliques.

### Époque contemporaine

#### XXIesiècle
Par le décret du 30 mars 2023, une partie de territoire de la commune de Chessy est rattachée à la commune de Montévrain.

## Politique et administration
Montévrain fait partie de la ville nouvelle de Marne-la-Vallée dans le secteur 3, Val de Bussy. Depuis le 1er janvier 2013, la commune fait partie de la communauté d'agglomération de Marne-et-Gondoire. Montévrain est d'autre part la 3e ville de l'agglomération avec 4 conseillers communautaires.
L'Hôtel de ville se situe 4 rue Bonne Mouche. Montévrain possède également, depuis 2017, une Mairie Annexe au 6 rue de Copenhague.

### Liste des maires
| Période                                  | Période                      | Identité                      | Étiquette                         | Qualité |
| ---------------------------------------- | ---------------------------- | ----------------------------- | --------------------------------- | --- |
| Les données manquantes sont à compléter. |                              |                               |                                   | |
| 1800                                     | 1811                         | Pierre Félix Ple              |                                   | |
| 1811                                     | 1815                         | Jean François Silvestre Roels |                                   | |
| 1815                                     | 1815                         | Jean Denis Adam               |                                   | |
| 1815                                     | 1816                         | Jean François Silvestre Roels |                                   | |
| 1816                                     | 1818                         | Louis Bruno Papillon          |                                   | |
| 1818                                     | 1822                         | Jean Louis Troussel           |                                   | |
| 1822                                     | 1829                         | Louis Ange Papillon           |                                   | |
| 1829                                     | 1848                         | Auguste Fructidor Loquin      |                                   | |
| 1848                                     | 1854                         | Adrien Henri Payn             |                                   | |
| 1854                                     | 1861                         | Charles Pottier               |                                   | |
| 1861                                     | 1871                         | Jean Rémy Fontaine            |                                   | |
| 1871                                     | 1876                         | Alphonse Champenois           |                                   | |
| 1876                                     | 1877                         | Louis Aimé Hurel              |                                   | |
| 1877                                     | 1879                         | Julien Adolphe Fontaine       |                                   | |
| 1879                                     | 1881                         | Jean Rémy Fontaine            |                                   | |
| 1881                                     | 1891                         | Maxime Boulanger              |                                   | |
| 1891                                     | 1908                         | Jules Boulanger               |                                   | |
| 1908                                     | 1910                         | Laurent Dumont                |                                   | |
| 1910                                     | 1920                         | Léandre Lachery               |                                   | |
| 1920                                     | 1927                         | André Darrasse                |                                   | |
| 1927                                     | 1929                         | Eugène Schwarberg             |                                   | |
| 1929                                     | 1942                         | Edmond Butet                  |                                   | |
| 1942                                     | 1945                         | Louis Pontet                  |                                   | |
| mai 1945                                 | mars 1965                    | Victor Lefrancier             |                                   | |
| mars 1965                                | février 1982                 | Roger Orange                  |                                   | Décédé en fonction |
| 1982                                     | mars 2001                    | Renaud Vié Le Sage            | PS                                | Directeur de laboratoire à l'université Paris-VII |
| mars 2001                                | septembre 2009               | Gérard Guyot                  | UMP                               | Démissionnaire |
| 30 septembre 2009                        | En cours (au 2 juillet 2024) | Christian Robache             | UMP (Le Chêne) puis Agir puis HOR | Cadre supérieur Conseiller départemental de Lagny-sur-Marne (2021 → ) 11e vice-président du conseil départemental (2021 → ) 2e vice-président de la CA Marne et Gondoire (2015 → ) Réélu en 2011, 2014 et 2020 |

### Jumelages
- Vernoux-en-Vivarais (France).
- Taubenheim (Allemagne) depuis 1992.
- Castro Daire (Portugal) depuis 2018.

## Équipements et services

### Eau et assainissement
L’organisation de la distribution de l’eau potable, de la collecte et du traitement des eaux usées et pluviales relève des communes. La loi NOTRe de 2015 a accru le rôle des EPCI à fiscalité propre en leur transférant cette compétence. Ce transfert devait en principe être effectif au 1er janvier 2020, mais la loi Ferrand-Fesneau du 3 août 2018 a introduit la possibilité d’un report de ce transfert au 1er janvier 2026,.

#### Assainissement des eaux usées
En 2020, la gestion du service d'assainissement collectif de la commune de Montévrain est assurée par le SIA de Marne-la-Vallée (SIAM) pour le transport. Ce service est géré en délégation par une entreprise privée, dont le contrat arrive à échéance le 31 décembre 2025,,.
La station d'épuration Equalia est quant à elle gérée par le SIA de Marne-la-Vallée (SIAM) qui a délégué la gestion à une entreprise privée, VEOLIA, dont le contrat arrive à échéance le 31 décembre 2020,.
L’assainissement non collectif (ANC) désigne les installations individuelles de traitement des eaux domestiques qui ne sont pas desservies par un réseau public de collecte des eaux usées et qui doivent en conséquence traiter elles-mêmes leurs eaux usées avant de les rejeter dans le milieu naturel. La communauté d'agglomération Marne et Gondoire (CAMG) assure pour le compte de la commune le service public d'assainissement non collectif (SPANC), qui a pour mission de vérifier la bonne exécution des travaux de réalisation et de réhabilitation, ainsi que le bon fonctionnement et l’entretien des installations. Cette prestation est déléguée à la Société Française de Distribution d’Eau (SFDE), dont le contrat arrive à échéance le 31 décembre 2025,.

#### Eau potable
En 2020, l'alimentation en eau potable est assurée par la communauté d'agglomération Marne et Gondoire (CAMG) qui en a délégué la gestion à la SAUR, dont le contrat expire le 31 décembre 2025,,.

## Population et société

### Démographie
L'évolution du nombre d'habitants est connue à travers les recensements de la population effectués dans la commune depuis 1793. Pour les communes de plus de 10 000 habitants les recensements ont lieu chaque année à la suite d'une enquête par sondage auprès d'un échantillon d'adresses représentant 8 % de leurs logements, contrairement aux autres communes qui ont un recensement réel tous les cinq ans,.

En 2022, la commune comptait 14 847 habitants, en évolution de +35,59 % par rapport à 2016 (Seine-et-Marne : +3,92 %, France hors Mayotte : +2,11 %).
| 1793 | 1800 | 1806 | 1821 | 1831 | 1836 | 1841 | 1846 | 1851 |
| ---- | ---- | ---- | ---- | ---- | ---- | ---- | ---- | ---- |
| 505  | 511  | 529  | 472  | 498  | 462  | 464  | 465  | 523  |

| 1856 | 1861 | 1866 | 1872 | 1876 | 1881 | 1886 | 1891 | 1896 |
| ---- | ---- | ---- | ---- | ---- | ---- | ---- | ---- | ---- |
| 486  | 724  | 784  | 484  | 541  | 504  | 564  | 598  | 548  |

| 1901 | 1906 | 1911 | 1921 | 1926 | 1931 | 1936 | 1946 | 1954 |
| ---- | ---- | ---- | ---- | ---- | ---- | ---- | ---- | ---- |
| 580  | 602  | 582  | 589  | 694  | 724  | 641  | 693  | 805  |

| 1962 | 1968  | 1975  | 1982  | 1990  | 1999  | 2006  | 2011  | 2016   |
| ---- | ----- | ----- | ----- | ----- | ----- | ----- | ----- | ------ |
| 868  | 1 031 | 1 091 | 1 147 | 1 794 | 3 149 | 5 208 | 8 950 | 10 950 |

| 2021   | 2022   | - | - | - | - | - | - | - |
| ------ | ------ | - | - | - | - | - | - | - |
| 13 934 | 14 847 | - | - | - | - | - | - | - |

## Économie
La ville de Montévrain abrite un établissement industriel des Laboratoires Boiron, leader mondial de l'homéopathie[Selon qui ?]. Ce site, qui emploie 60 personnes, fabrique des produits pharmaceutiques conditionnés en bottel pack (collyres). On y trouve aussi le Centre commercial régional, le Clos du Chêne. Les stylos de la marque Bic sont fabriqués à Montévrain depuis 2001. Cette importante usine a été inaugurée le 11 mai 2001. D'autres entreprises se sont récemment installées sur la commune à proximité de la gare RER comme Océ France, une filiale du groupe Canon (entreprise). Une division d'EDF (UTO) d'appui aux centrales nucléaires françaises (environ 800 salariés) est également installée à Montévrain depuis 2013.

### Secteurs d'activité

#### Agriculture
Montévrain est dans la petite région agricole dénommée les « Vallées de la Marne et du Morin », couvrant les vallées des deux rivières, en limite de la Brie. En 2010, l'orientation technico-économique de l'agriculture sur la commune est la culture de céréales et d'oléoprotéagineux (COP).
Si la productivité agricole de la Seine-et-Marne se situe dans le peloton de tête des départements français, le département enregistre un double phénomène de disparition des terres cultivables (près de 2 000 ha par an dans les années 1980, moins dans les années 2000) et de réduction d'environ 30 % du nombre d'agriculteurs dans les années 2010. Cette tendance se retrouve au niveau de la commune où le nombre d’exploitations est passé de 3 en 1988 à 1 en 2010. Parallèlement, la taille de ces exploitations augmente, passant de 81 ha en 1988 à 119 ha en 2010.
Le tableau ci-dessous présente les principales caractéristiques des exploitations agricoles de Montévrain, observées sur une période de 22 ans : 
|                                      | 1988 | 2000 | 2010 |
| ------------------------------------ | ---- | ---- | ---- |
| Dimension économique,                |      |      |      |
| Nombre d’exploitations (u)           | 3    | 2    | 1    |
| Travail (UTA)                        | 6    | 3    | 1    |
| Surface agricole utilisée (ha)       | 244  | 234  | 119  |
| Cultures                             |      |      |      |
| Terres labourables (ha)              | s    | s    | s    |
| Céréales (ha)                        | s    | s    | s    |
| dont blé tendre (ha)                 | s    | s    | s    |
| dont maïs-grain et maïs-semence (ha) | s    |      |      |
| Tournesol (ha)                       | 0    |      |      |
| Colza et navette (ha)                | 0    | s    |      |
| Élevage                              |      |      |      |
| Cheptel (UGBTA)                      | 88   | 1    | 0    |

## Culture locale et patrimoine

### Patrimoine religieux

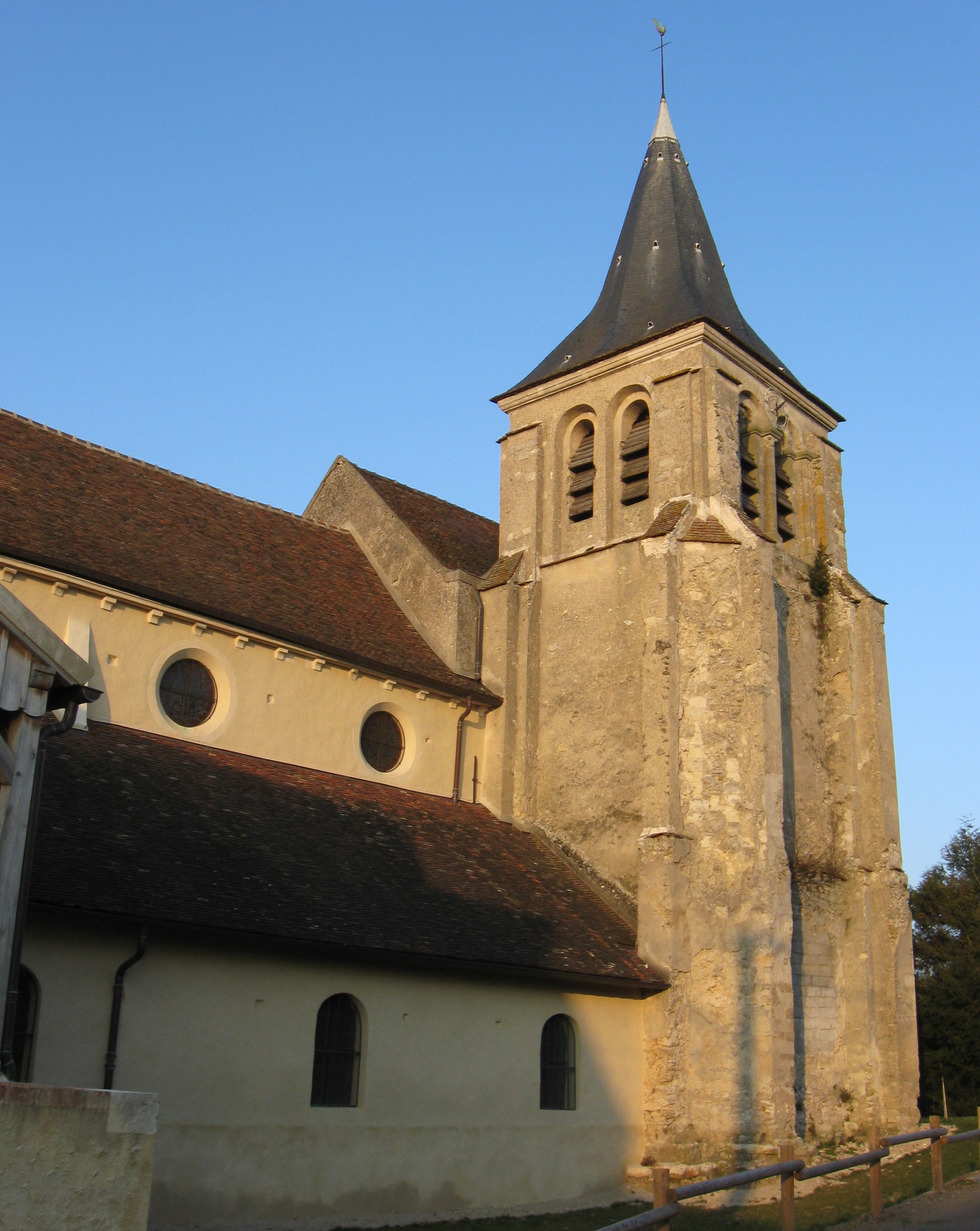
Église Saint-Rémy.

- L'église Saint-Rémy, donnée par l'évêque de Paris à l'abbaye de Lagny-sur-Marne en 1036, l'église est reconstruite peu après. Elle subit différentes modifications par la suite. Le clocher, du XIIe siècle, est souvent reproduit par les artistes locaux. On l'identifie sur plusieurs œuvres du peintre Henri Lebasque (1867-1936), qui réside à Montévrain autour de 1900.

C'est vers 1140 que fut construit le clocher flanqué de son absidiole. La voûte du chœur avec ses croisées d'ogives date du XIIIe siècle. À l'entrée du chœur, la pierre tombale est celle du vicaire Michel Parent mort en 1514. Dans le collatéral nord, d'autres dalles ont été scellées sur le mur, dont celle d'Anne de Crouy (1521), femme du chevalier Louis de Vion, dont les armoiries visibles sur cette pierre ont inspiré l'actuel blason de Montévrain.
L'élément principal du mobilier est le maître-autel avec sa belle décoration sculptée du XVIIIe siècle. La cloche de 1620 nommée « Rémye » a été refondue en 1868.
L'église de Montévrain a été classée monument historique en 1928.

### Lieux et monuments
- La ferme de la Folie est devenue une colonie pénitentiaire, créée par Paul Cére en 1856 et supprimée en 1861. Incendiée en 1870, elle fut fermée et reprise en 1882 par l'Assistance publique qui en fit l'école professionnelle d'Alembert où l'on enseigne l'ébénisterie et l'imprimerie. À 1 km de la ville de Lagny elle occupe les deux versants est et ouest d'un petit vallon formé par le ru Bicheret, affluent de la Marne ; elle est limitée au sud par le talus de la route nationale no 34. Pendant la guerre de 1914-1918, l'école d'Alembert abrita l'hôpital temporaire no 76. Cela explique la présence du carré militaire du cimetière de Montévrain. En 1939-1940 fut installé un hôpital militaire complémentaire.

Il faut souligner que les trous percés dans le mur est de ce cimetière datent de 1914, à l'époque de la bataille de la Marne ; c'est de cette direction qu'aurait pu arriver l'invasion ennemie.

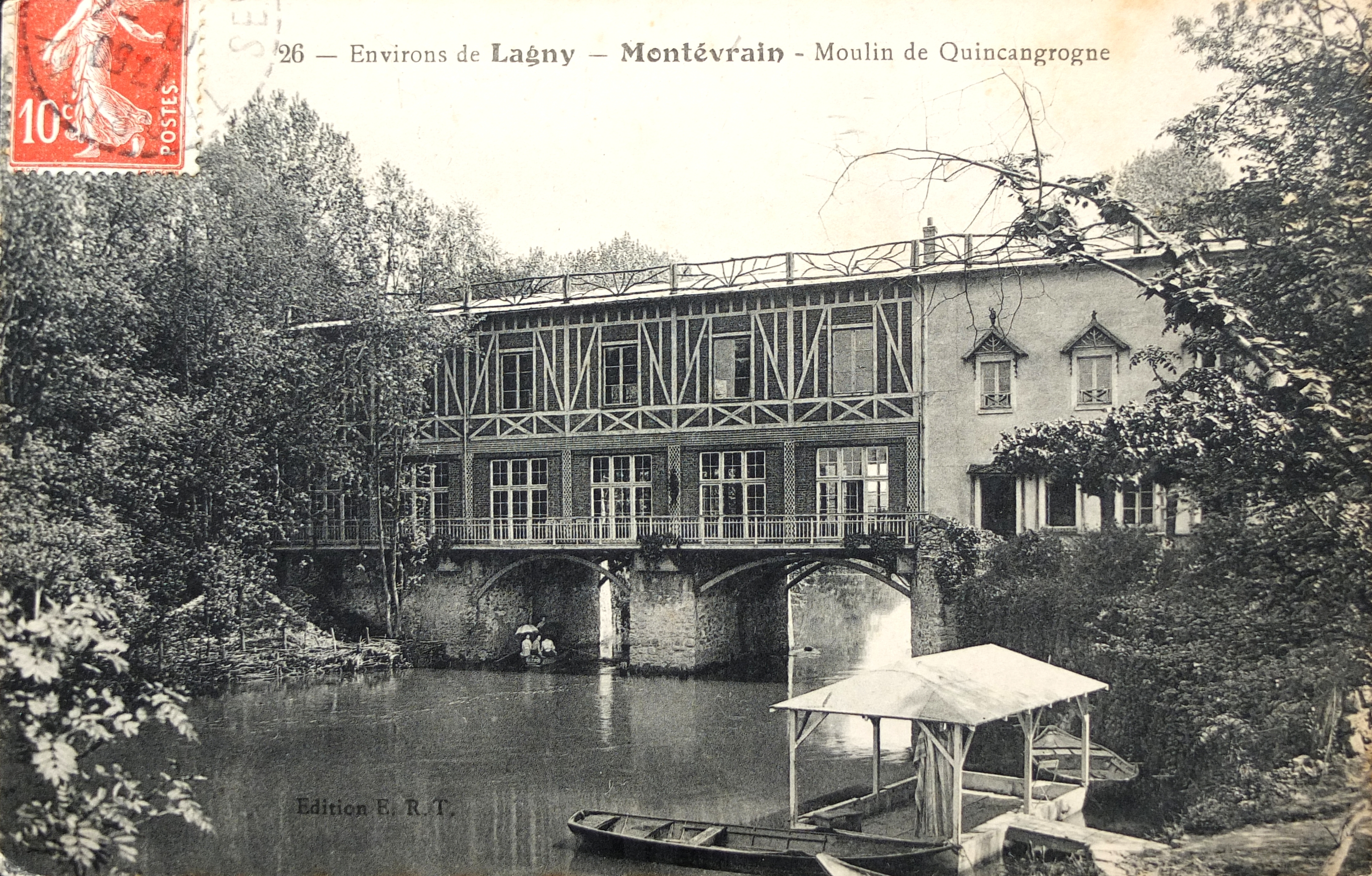
Le moulin de Quincangrogne sur une carte postale vers 1900.

- La propriété de la Grange au Bois, déjà connue au XVIe siècle, servait de maison de plaisance aux abbés de Saint-Pierre de Lagny qui aimaient s'y retirer, dans une ambiance champêtre et boisée. Les bâtiments de cette grange, dont une partie remonte au XVIIIe siècle, abritent depuis 1974 un établissement et service d'accompagnement par le travail pour jeunes handicapés.
- Sur la Marne, le moulin de Quincangrogne passe pour avoir été un rendez-vous de chasse du roi Henri IV. Les constructions actuelles, plus récentes, ont abrité une papeterie dont la marque a pris et conservé le nom de Montévrain, même si elle est aujourd'hui située ailleurs. Le comité d'entreprise de la RATP est désormais le propriétaire des lieux et l'a aménagé en centre de vacances avec le terrain de camping attenant. Bien que son aspect ait beaucoup changé, il faut encore le considérer comme un rare témoin des nombreux moulins d'autrefois qui jalonnaient le cours de la Marne.
- Au sud du vieux bourg, se trouve la ferme des Corbins, imposante dans son cadre de verdure. Elle tire son nom des Corneilles. Précédemment propriété de l'Assistance publique, elle appartenait jadis aux frères de la Charité de Paris. Il en subsiste de fiers bâtiments dont une salle voûtée reposant sur d'importants piliers hexagonaux (XVIe siècle). Aujourd'hui la ferme des Corbins est un club hippique parmi les plus réputés de Seine-et-Marne.
- En 1429 et en 1430, Jeanne d'Arc effectue trois séjours à Lagny. La tradition veut qu'elle soit passée à Montévrain faire ses dévotions dans l'église ; on raconte que les habitants auraient construit rapidement un pont qui permit à Jeanne et à son armée de franchir le lit encaissé du Bicheret : il s'agirait du pont dit pont Jeanne-d'Arc bien que cette appellation soit récente, c'est le seul pont aussi ancien de la région.

### Personnalités liées à la commune
Le site de Montévrain a attiré plusieurs artistes :
- les graveurs Eugène Froment (1844-1926) et son fils Émile Froment (1866-1928) ;
- les peintres Antonio Cortés y Aguilar (1827-1908), Léo Gausson (1860-1944) et Henri Lebasque (1865-1937) ;
- le 26 avril 1886, c'est là que mourut Eugène Isabey, connu pour ses marines, fils du célèbre miniaturiste de la cour de Napoléon Ier ;
- Adrien Payn (1800-1855) : auteur dramatique, maire de Montévrain de 1848 à 1854.

### Héraldique
|  | Les armes de la ville se blasonnent ainsi : mi-parti : au 1) d’or aux trois aigles de sable, becquées et membrées de gueules, au second d’azur semé de fleurs de lys d’or aux deux fasces ondées d’argent brochant sur le tout. |